# Tomba de Bibi Jawindi
La tomba de Bibi Jawindi és un dels cinc monuments d'Uch Sharif, Panyab, Pakistan, inclosos en la Llista dels llocs del Patrimoni Mundial de la UNESCO. Datada del s. XV, el santuari el construí al 1493 un príncep iranià, Dilshad, per a Bibi Jawindi, que era la besneta de Jahaniyan Jahangasht, un famós sant sufí.

## Localització
El lloc és al sud-oest d'Uch, una històrica ciutat fundada per Alexandre el Gran en l'estat de Bahawalpr, Panyab, a Pakistan. Uch, coneguda localment com a Uch Sharif, es considera la llar de la «cultura del santuari» per la presència de diversos monuments sagrats.

## Arquitectura
Com que és un dels monuments més ornamentats d'Uch, la tomba de Bibi Jawindi és un lloc important per als visitants. L'edifici és de planta octogonal i es compon de tres parts esglaonades, amb una cúpula al cim. L'interior és circular, amb gruixudes parets angulades. Tant l'interior com l'exterior estan ricament decorats amb escriptures islàmiques, fusta tallada i taulells blaus i blancs lluents, coneguts com a faiança. La part de la base estava suportada originàriament per vuit torres còniques, una en cada cantonada, de la qual ara s'han perdut la meitat. El complex que tanca el santuari es conserva en les seues condicions originals de desert i és cobert en la seua majoria amb tombes cimentades. La zona circumdant és coberta de vegetació gràcies a una xarxa de canals que creuen l'àrea.

## Proposta de Patrimoni de la Humanitat
El gener de 2004, el Departament d'Arqueologia i Museus del Pakistan inclogué el lloc en la llista proposada per Pakistan perquè fos inclòs en el Patrimoni de la Humanitat juntament amb quatre monuments de la zona. Aquests monuments són la tomba de Baha'al-Halim, la tomba d'Ustead (l'arquitecte), la tomba de Jalaluddin Bukhari, i la mesquita de Jalaluddin Bukhari. El lloc fou inclòs en la categoria cultural perquè en complia els criteris II, IV, i VI; encara n'és, però (desembre de 2016), en la llista provisional.

## Conservació
Al llarg dels segles, la tomba s'ha anat desintegrat greument com a resultat de les condicions ambientals, i durant les inundacions torrencials del 1817 la meitat de l'edificació fou arrasada. Només la meitat de l'edificació roman hui. El 1999, el Centre de Conservació i Rehabilitació del Pakistan convidà organismes internacionals i funcionaris municipals a treballar en la conservació del lloc. A causa de la humitat, a la infiltració de sals i a l'erosió, però, el complex de monuments continua enfonsant-se. Els inadequats mètodes de reparació han danyat encara més el complex.

## Galeria d'imatges

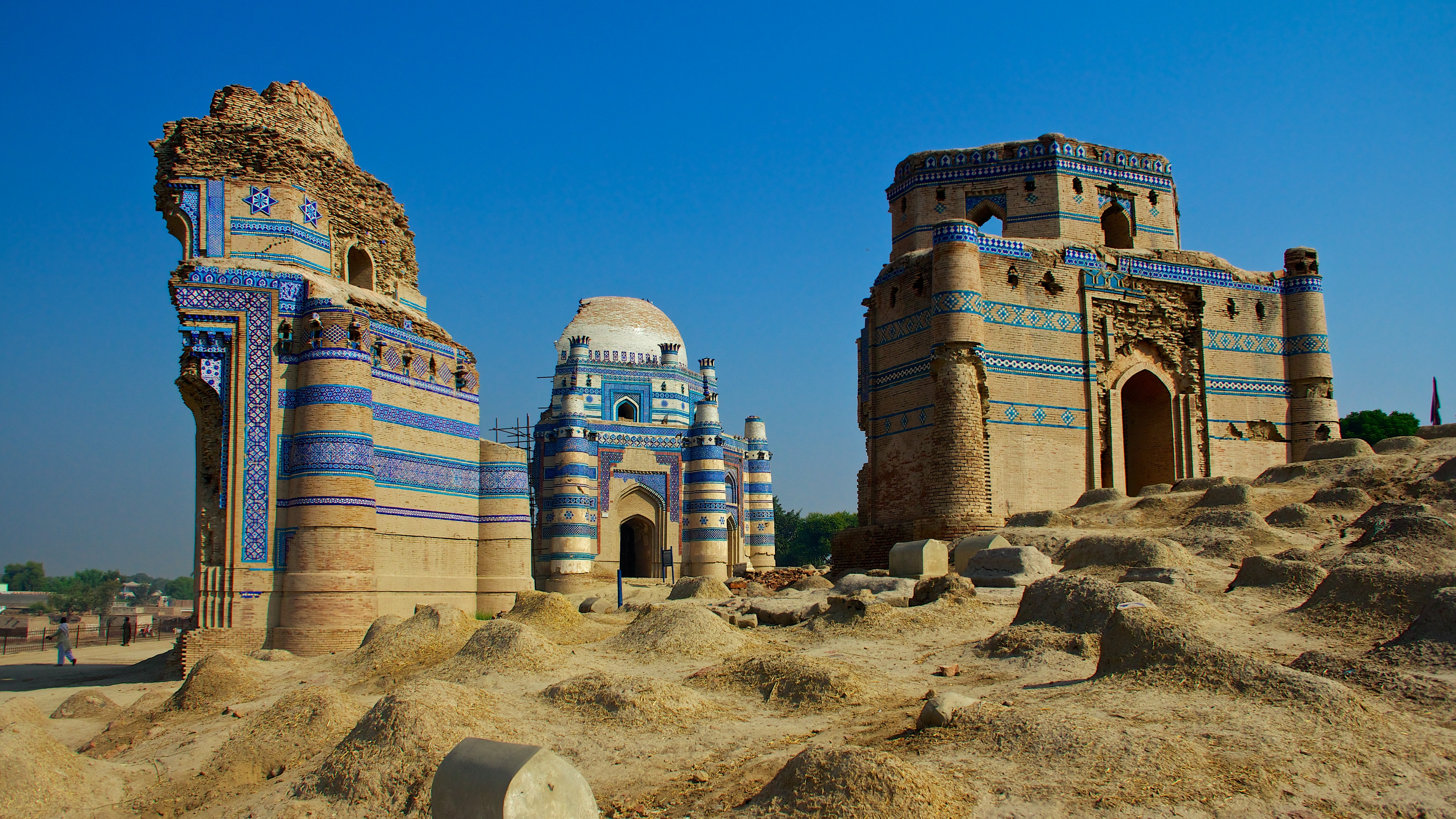
Fotografia que mostra els danys en la tomba
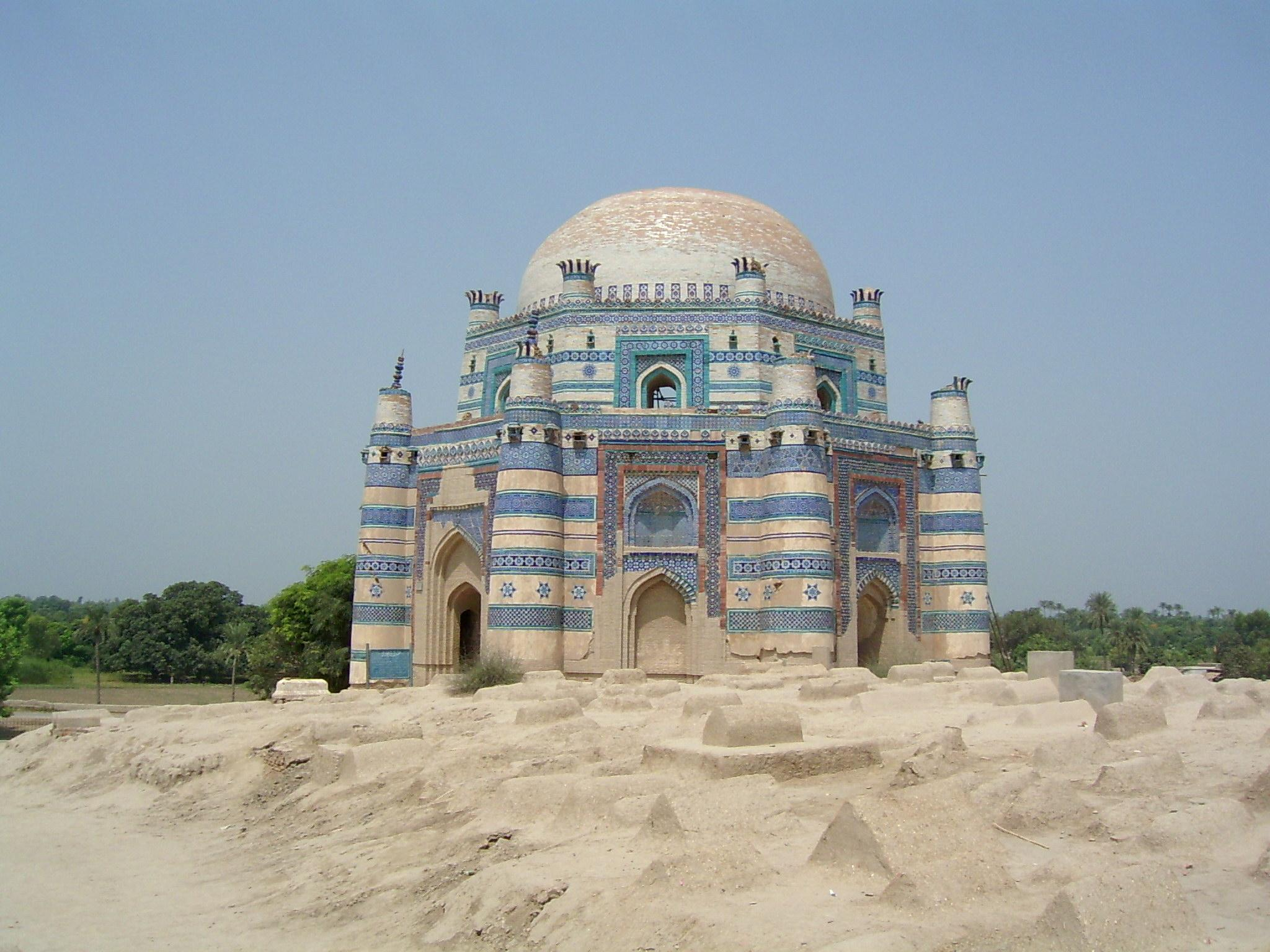
Vista de les tombes al recinte del santuari amb la vegetació circumdant
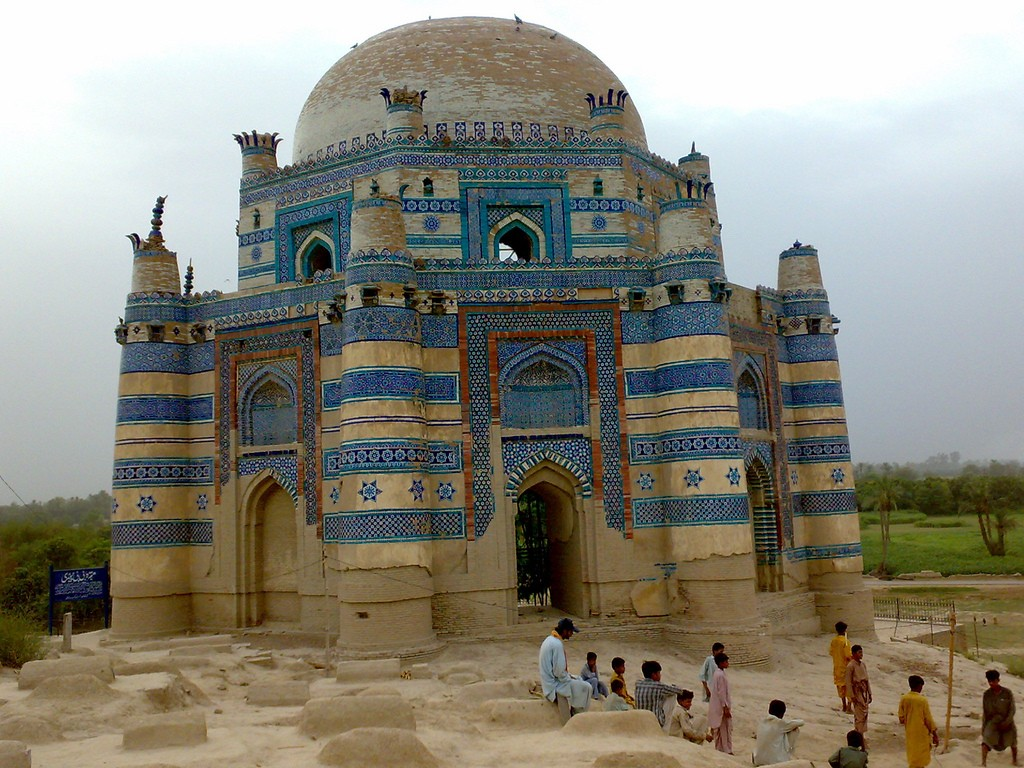
Vista dels mosaics que decoren el mausoleu
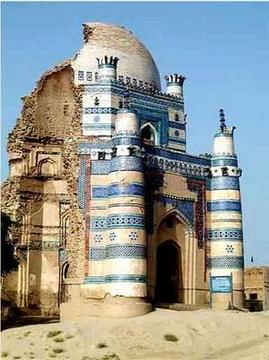
Vista lateral de la tomba que mostra la meitat que encara és en peus
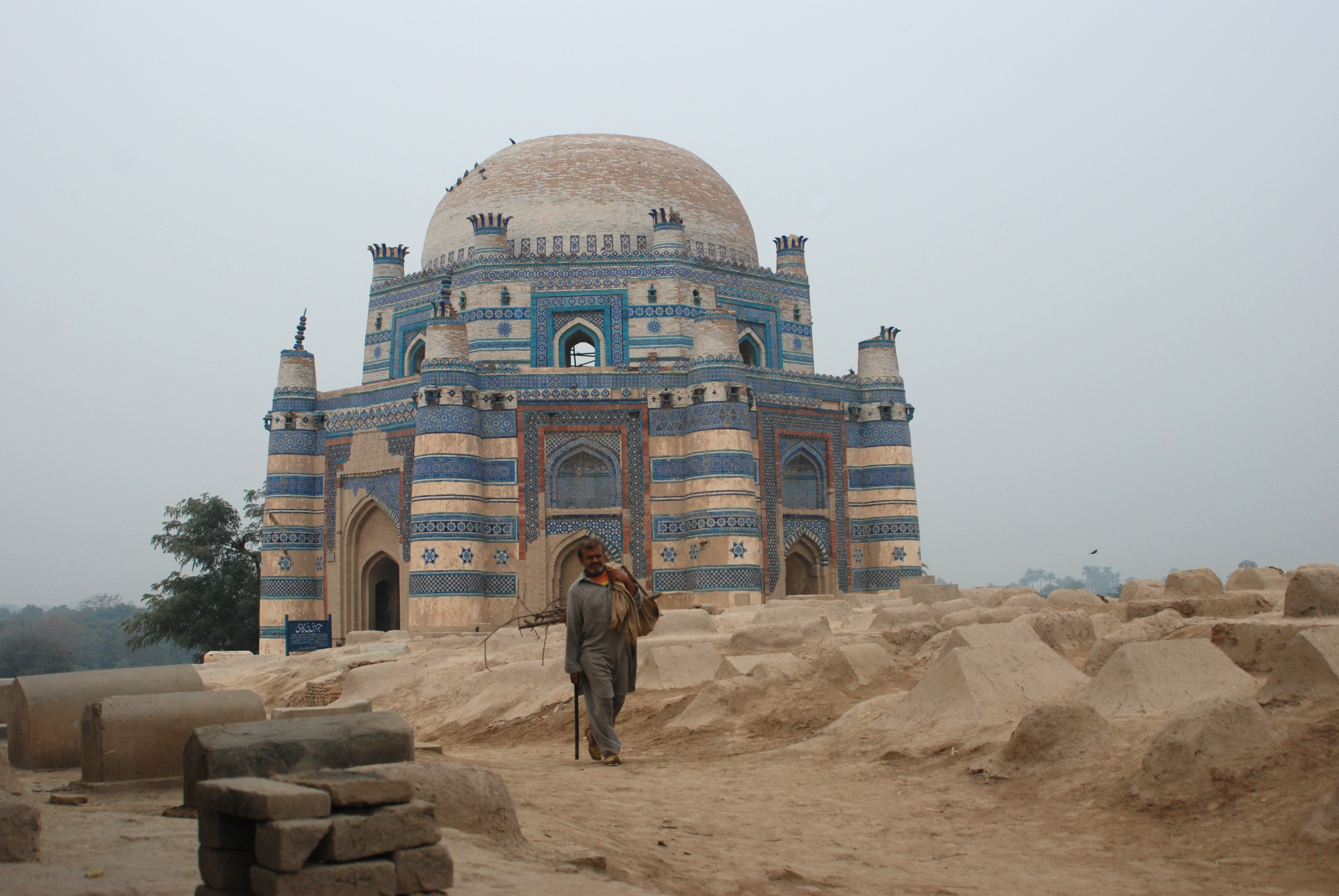
Tomba de Bibi Jawindi, 2013
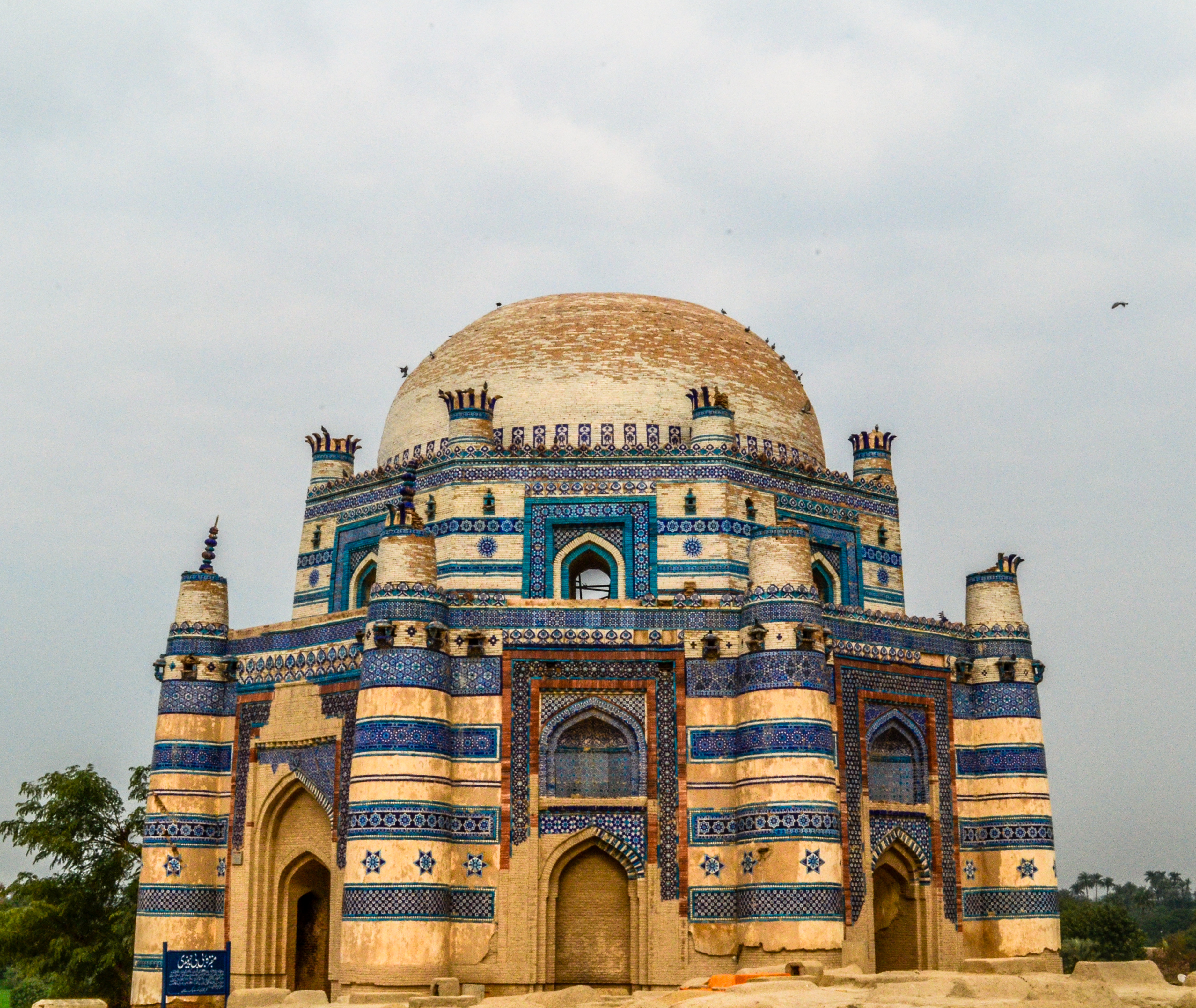
Mur frontal de la tomba